# Ferrovia Fährkrug-Fürstenwerder
La ferrovia Fährkrug-Fürstenwerder era un linea ferroviaria tedesca.

## Storia
La linea venne attivata il 15 agosto 1913 e soppressa nel giugno 1945.

## Caratteristiche

### Percorso
| Unknown route-map component "exSTR" |

| Unknown route-map component "exBHF" |

| Unknown route-map component "exABZgr" |

| Unknown route-map component "exBHF" |

| Unknown route-map component "exBHF" |

| Unknown route-map component "exBHF" |

| Unknown route-map component "exBHF" |

| Unknown route-map component "exBHF" |

| Unknown route-map component "exBHF" |

| Unknown route-map component "exBHF" |

| Unknown route-map component "exKBHFe" | Unknown route-map component "exKBHFa" |

|  | Unknown route-map component "exSTR" |